# Amarante (São Gonçalo), Madalena, Cepelos e Gatão
Amarante (São Gonçalo), Madalena, Cepelos e Gatão (oficialmente: União das Freguesias de Amarante (São Gonçalo), Madalena, Cepelos e Gatão) é uma freguesia portuguesa do município de Amarante, com 15,21 km² de área e 11564 habitantes (censo de 2021). A sua densidade populacional é 760,3 hab./km².

## História
Foi constituída em 2013, no âmbito de uma reforma administrativa nacional, pela agregação das antigas freguesias de São Gonçalo, Madalena, Cepelos e Gatão com sede em São Gonçalo.

## Demografia
A população registada nos censos foi:
| Distribuição da População por Grupos Etários | Distribuição da População por Grupos Etários | Distribuição da População por Grupos Etários | Distribuição da População por Grupos Etários | Distribuição da População por Grupos Etários | Distribuição da População por Grupos Etários |
| -------------------------------------------- | -------------------------------------------- | -------------------------------------------- | -------------------------------------------- | -------------------------------------------- | -------------------------------------------- |
| Antes da agregação                           |                                              |                                              |                                              |                                              |                                              |
| Ano                                          | 0-14 anos                                    | 15-24 anos                                   | 25-64 anos                                   | >= 65 anos                                   | Total                                        |
| 2001                                         | 2145                                         | 1792                                         | 6190                                         | 1343                                         | 11470                                        |
| 2011                                         | 1956                                         | 1349                                         | 6701                                         | 1834                                         | 11840                                        |
| Após a agregação                             |                                              |                                              |                                              |                                              |                                              |
| Ano                                          | 0-14 anos                                    | 15-24 anos                                   | 25-64 anos                                   | >= 65 anos                                   | Total                                        |
| 2021                                         | 1497                                         | 1287                                         | 6224                                         | 2556                                         | 11564                                        |